# Голубой банан

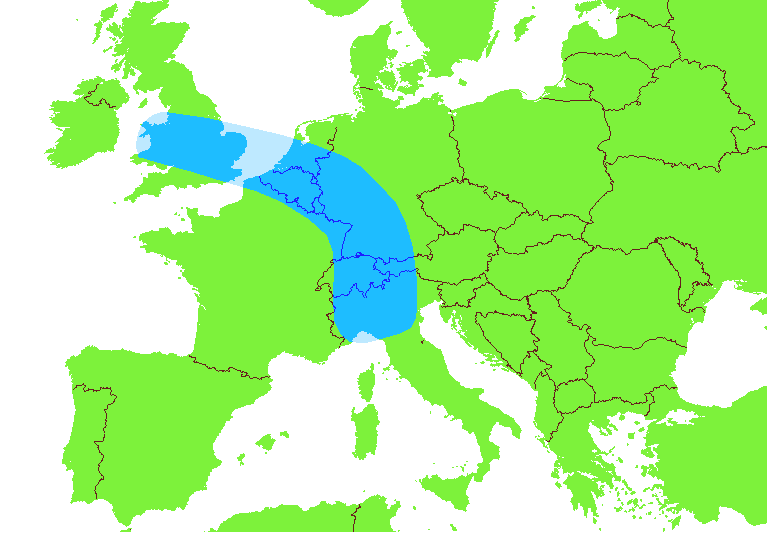
«Голубой банан» на карте Европы

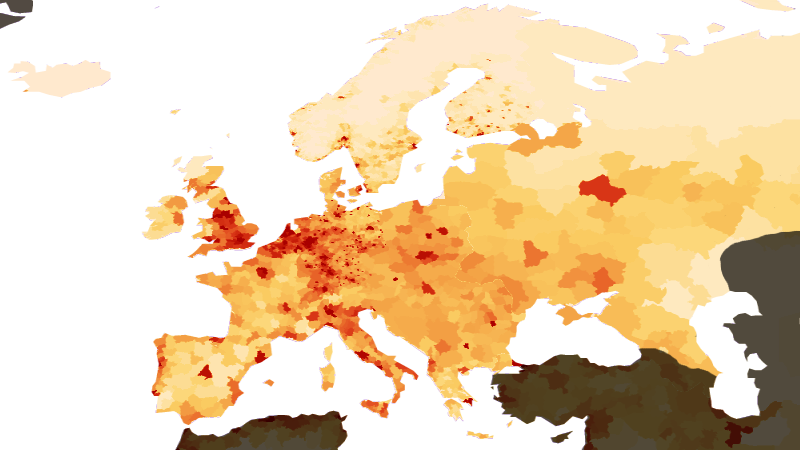
Плотность населения в Европе. Видна концентрация примерно вдоль «голубого банана»

«Голубой банан» («синий банан»; фр. Banane bleue) — шуточный термин, предложенный в 1989 году французским учёным Роже Брюне для обозначения наиболее экономически развитого региона Европы.
Брюне, решивший разделить Европу на активные и пассивные регионы, назвал индустриально развитую часть Европы «Boom Banana» («преуспевающий, процветающий банан»), но в результате ошибки при воспроизведении банан стал «голубым». Голубой (синий) цвет в названии также указывает на цвет флага объединённой Европы.

## Характеристика
«Голубым бананом» обозначается территория Западной Европы с исключительным экономическим значением, превосходящим американские Босваш, Чипитс, Сансан или азиатские мегалополисы прибрежного Китая и Японии. Самый густонаселённый регион Европы (около 110 млн человек). «Голубой банан» сформировался в силу естественных экономико-географических факторов.
Северная оконечность «голубого банана» находится в старинных центрах сталелитейной и угольной индустрии вокруг Манчестера и Бирмингема. Далее «голубой банан» проходит в южном направлении через Великобританию и Лондонскую агломерацию. Свой изгиб банан делает на континенте, вобрав в себя северную часть Бельгии (фламандский ромб, хребет Валлонии), южную часть Нидерландов, Рандстад, Рурский регион, а также Дюссельдорф и агломерацию Кёльн-Бонн. Далее «голубой банан» проходит вдоль Рейна, включая Франкфурт-на-Майне и Рейнско-Майнский регион, затем через метрополитенские ареалы Рейн-Неккар и Штутгарта и далее через Швейцарию ведёт на северо-запад Италии, в города Турин, Милан и Геную.

## «Золотой банан»
В развитие этой идеи была также предложена модель так называемого «золотого банана». «Золотой банан» образуется из «голубого банана» с продолжением по побережью Средиземного моря (с городами Ницца, Марсель, Монпелье и Барселона) до испанской Валенсии.